# Deutsch-Türkisches Forum
Deutsch-Türkisches Forum (kurz DTF) ist eine Plattform in der CDU. Mitgliederorganisationen diese Namens bestehen weiter innerhalb von Landes- und Kreisverbänden der Partei. Zu unterscheiden sind nicht parteigebundene, gleichnamige Organisationen auf kommunaler Ebene in Offenbach am Main und in Stuttgart (Deutsch-Türkisches Forum Stuttgart).
Das DTF versteht sich als Plattform für Türkischstämmige und an der Integrationspolitik interessierte Deutschstämmige innerhalb der CDU und will den „Annäherungsprozess von Deutschen und Zuwanderern unter Wahrung ihrer kulturellen Identität“ fördern.
Hierzu konzentriert sich das Forum auf bildungspolitische, kulturelle sowie wirtschaftliche Aspekte der Integration von Einwohnern mit türkischer Zuwanderungsgeschichte. Im Jahr 2010 erstellten Foren aus mehreren Verbänden der Partei ein gemeinsames Grundsatzprogramm.
1996 und 1997 wurden die ersten Foren der CDU in Nordrhein-Westfalen und Berlin gegründet. Das Forum in Berlin wurde 2013 aufgelöst wegen Verlegung der Aktivitäten in das „Netzwerk Integration“ der CDU. Das nordrhein-westfälische Forum ging 2014 auf in der Nationalitäten übergreifenden „Union der Vielfalt – Landesnetzwerk Integration der CDU NRW“. Im Jahr 2016 existierten Foren in der CDU Bremen, CDU Hamburg und in Stuttgart.
Nach Schätzungen des DTF hat die CDU bereits 2000 Mitglieder mit türkischem Migrationshintergrund. Darunter sind auch eine Reihe von Amts- und Mandatsträgern wie der hessische Landtagsabgeordnete Ismail Tipi und die NRW-Abgeordnete Serap Güler.

## Kritik
Im Juni 2009 trat das DTF-NRW-Vorstandsmitglied Ali H. Yildiz von seinem Amt zurück, weil sich das DTF nicht klar genug von den „Grauen Wölfen“ distanziere. Yildiz erklärte wörtlich: „Es kann nicht sein, dass wir uns auf der einen Seite gegen Pro Köln zusammenschließen und auf der anderen Seite die türkische NPD über die CDU Köln hofieren.“ Eine weitere Zusammenarbeit mit Sympathisanten der türkischen Rechtsextremen sei mit seinem Gewissen nicht zu vereinbaren.